# Фюрнберг, Луи
Луи́ Фю́рнберг (нем. Louis Fürnberg; 24 мая 1909, Йиглава — 23 июня 1957, Веймар) — чешский и немецкий писатель, поэт и журналист, композитор и дипломат. Автор «Песни партии», долгие годы служившей гимном Социалистической единой партии Германии.

## Биография

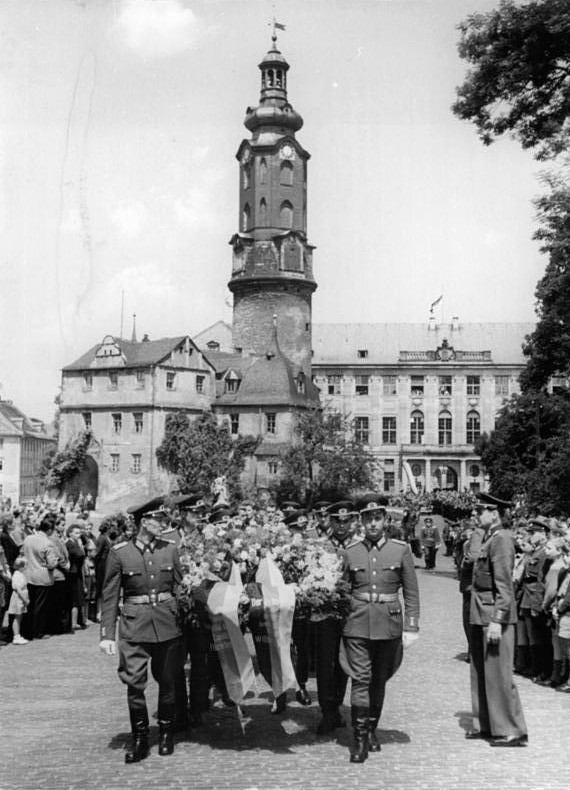
Похороны Луи Фюрнберга в Веймаре. 1957

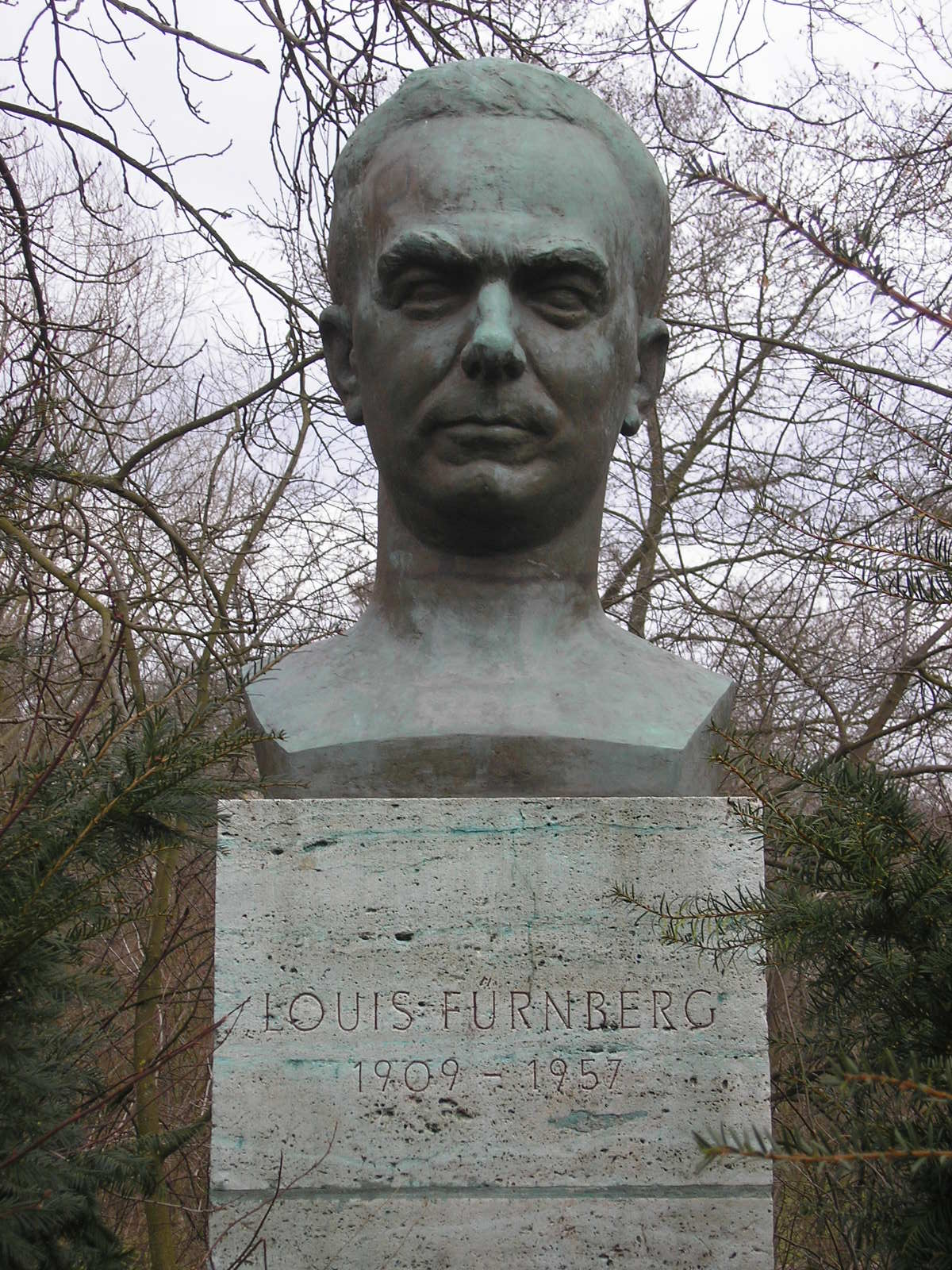
Памятник Луи Фюрнбергу в Веймаре

Родом из семьи моравских текстильных промышленников еврейского происхождения, Луи провёл детство и юность в Карловых Варах. По окончании гимназии по желанию отца учился там же на одной из фарфоровых фабрик на художника-керамиста, но был вынужден оставить учёбу, заболев туберкулёзом. В 17 лет вступил в молодёжную социалистическую организацию. В 1927 году переехал в Прагу, где учился в Немецкой торговой академии. В 1928 году был избран в состав немецкой секции Коммунистической партии Чехословакии. Организовал агитационно-пропагандистскую группу «Эхо от левых» и в 1932—1936 годах являлся основным автором её текстов. Участвуя в одной из программ группы, в 1936 году Луи познакомился с коммунисткой Лоттой Вертхаймер, дочерью австрийского предпринимателя еврейского происхождения, на которой женился в 1937 году. До 1939 года Фюрнберг работал в коммунистической печати в Праге.
После оккупации Праги германскими войсками в марте 1939 года Фюрнберги пытались бежать в Польшу, но в результате предательства были арестованы. После двух месяцев заключения жену Фюрнберга освободили, и ей удалось бежать в Лондон, сам Фюрнберг прошёл несколько тюрем и подвергался пыткам. Впоследствии семье жены удалось выкупить Фюрнберга у гестапо и добиться его высылки в Италию, где он воссоединился с женой в канун 1940 года. Фюрнберги бежали из Италии в Югославию, где в 1940 году в Белграде у них родился сын. В 1941 году они оказались в Палестине. Родные Фюрнберга, оставшиеся в Третьем рейхе, стали жертвами холокоста. В 1946 году Фюрнберг вернулся из Иерусалима в Прагу, где в последующие годы работал журналистом и корреспондентом многих газет, а затем перешёл на работу в министерство информации и в 1949—1952 годах служил первым советником (атташе по культуре) в посольстве Чехословакии в Восточном Берлине. При Клементе Готвальде в политической обстановке в Чехословакии стали нарастать антисемитские тенденции, и Луи Фюрнберг был вынужден сменить своё имя на Любомир. Смертные приговоры, вынесенные в этот период некоторым руководителям КПЧ, близким к Рудольфу Сланскому, в числе которых оказались друзья и знакомые Луи Фюрнберга, серьёзно повлияли на состояние его здоровья.
В 1954 году Фюрнберг с женой переехал в Веймар, где получил должность заместителя руководителя научно-исследовательского и мемориального центра немецкой классической литературы. В 1955 году Фюрнберг был принят в Немецкую академию художеств. В том же году у него случился инфаркт миокарда, от которого ему уже не удалось оправиться. Официальная церемония похорон Фюрнберга состоялась 27 июня на Веймарском историческом кладбище. Супруга Фюрнберга Лотта, долгие годы работавшая редактором на радио, после смерти мужа занималась его архивом. Умерла в январе 2004 года в возрасте 92 лет в Веймаре.

## Творчество
Фюрнберг считал себя политическим поэтом. Он писал преимущественно стихи, рассказы и романы. Его повесь «Встреча в Веймаре» посвящена Адаму Мицкевичу и Иоганну Вольфгангу Гёте. Драматические и музыкальные произведения Фюрнберга отражают его коммунистические взгляды, верность которым он сохранил до конца своей жизни.
Имя Луи Фюрнберга в настоящее время прежде всего ассоциируется с «Песней партии», написанной навстречу IX съезду КПЧ, состоявшемуся в мае 1949 года. К своему большому разочарованию сам Фюрнберг на этот съезд не получил приглашения. После XX съезда КПСС в 1956 году «Песня партии» подверглась идеологической редактуре, в результате которой из текста исчезли упоминания Сталина.

## Сочинения
- Hölle, Hass und Liebe, 1943
- Der Bruder Namenlos. Ein Leben in Versen Mundus-Verlag, Basel 1947.
- Die Begegnung in Weimar. Novelle. Aufbau-Taschenbuchverlag, Berlin 1995, ISBN 3-7466-1067-2 (Nachdruck der Ausgabe Berlin 1952)
- Du hast ja ein Ziel vor den Augen (Der lesende Arbeiter; 4). Zentralbibliothek der deutschen Klassik, Weimar 1959.
- Heimat, die ich immer meinte. Böhmen und Deutschland in Gedichten aus dem Nachlass. Aufbau-Verlag, Berlin und Weimar 1964.
- Lieder, Songs und Moritaten. Eine Auswahl. Deutsche Akademie der Künste, Berlin 1959.
- Mozart-Novelle. Manesse Verlag, Zürich 1991, ISBN 3-7175-8184-8. (Erstauflage 1947)
- Die spanische Hochzeit. 2. Aufl. Aufbau-Verlag, Berlin 1986 (Illustrationen von André Masson) (Erstauflage 1948)
- Und Sterne wandern, wie ich geh. Gedichte, Lieder, Songs. 2 Aufl. Henschel Verlag, Berlin 1981.
- Wanderer in den Morgen. Ein Gedichtskreis. Dietz Verlag, Berlin 1961.
- Herbert Meinke (Hrsg.): War ein Wintertag … Gedichte. Dahlemer Verlagsanstalt, Berlin 1996, ISBN 3-928832-07-7.
- Spätsommerabend, 1951 (Gedicht)
- Der Urlaub. Aufbau-Verlag, Berlin und Weimar 1964 (Aus dem Nachlaß herausgegeben von Lotte Fürnberg und Gerhard Wolf)